# 636
| [ Edytuj tabelę ]          |                                       |
| Cesarz Bizancjum           | - 610 Herakliusz 641                  |
| Cesarz Chin                | - 626 Tang Taizong 649                |
| Król Essexu                | - 617 Sigeberht I Mały 653            |
| Król Franków               | - 632 Dagobert I 639                  |
| Cesarz Japonii             | - 629 Jomei 641                       |
| Kalif                      | - 634 Umar ibn al-Chattab 644         |
| Król Kentu                 | - 616 Eadbald 640                     |
| Patriarcha Konstantynopola | - 610 Sergiusz I 638                  |
| Władca Korei               | - 618 Yŏngnyu 642                     |
| Król Longobardów           | - 626 Arioald 636 - 636 Rotari 652    |
| Król Mercji                | - 626 Penda 655                       |
| Król Nortumbrii            | - 634 Oswald 642                      |
| Papież                     | - 625 Honoriusz I 638                 |
| Król Persji                | - 632 Jezdegerd III 651               |
| Król Wizygotów             | - 631 Sisenand 636 - 636 Chintila 639 |

Rok 636 / DCXXXVI
stulecia: VI wiek ~
VII wiek ~
VIII wiek

lata: 626 «
631 «
632 «
633 «
634 «
635 «
636
» 637
» 638
» 639
» 640
» 641
» 646

## Wydarzenia
- 20 sierpnia – wojny arabsko-bizantyńskie: zwycięstwo wojsk muzułmańskich nad bizantynskimi w bitwie nad rzeką Jarmuk.

## Zmarli
- 4 kwietnia – Izydor z Sewilli, arcybiskup Sewilli, doktor Kościoła, święty (ur. ok. 560)